# سورکر آستروم
کارل سورکر آستروم (سوئدی: Sverker Åström; ۳۰ دسامبر ۱۹۱۵ – ۲۶ ژوئن ۲۰۱۲) دیپلمات اهل سوئد بود.

## پیشه
پس از پایان تحصیلات آستور به عنوان کاردار وابسته به وزارت امور خارجه (سوئد) در استکهلم به کار گرفته شد. از ۱۹۴۰ تا ۱۹۴۳ در مأموریت سوئد برای اتحاد جماهیر شوروی بود و ابتدا به مسکو و سپس در سامارا (روسیه) خدمت کرد. در ۱۹۴۶ او منشی سفارت سوئد در واشینگتن دی سی شد. او در سال ۱۹۴۸ به وزارت امور خارجه بازگشت و در سال ۱۹۴۹ به ریاست بخش منصوب شد. از ۱۹۵۳ تا ۱۹۵۶ او به عنوان مشاور سفارت سوئد در لندن خدمت کرد و از ۱۹۵۶ تا ۱۹۶۳ رئیس بخش سیاسی و مشاور امور خارجی در وزارت امور خارجه سوئد بود.